# Distretto di Yuhua
Il distretto di Yuhua (裕华区S, Yùhuá QūP) è un distretto della Cina, situato nella provincia di Hebei e amministrato dalla prefettura di Shijiazhuang.